# Cylindropuntia echinocarpa
Cylindropuntia echinocarpa är en kaktusväxtart som först beskrevs av Georg George Engelmann och J.M. Bigelow, och fick sitt nu gällande namn av F.M. Knuth. Cylindropuntia echinocarpa ingår i släktet Cylindropuntia, och familjen kaktusväxter. Inga underarter finns listade i Catalogue of Life.

## Bildgalleri

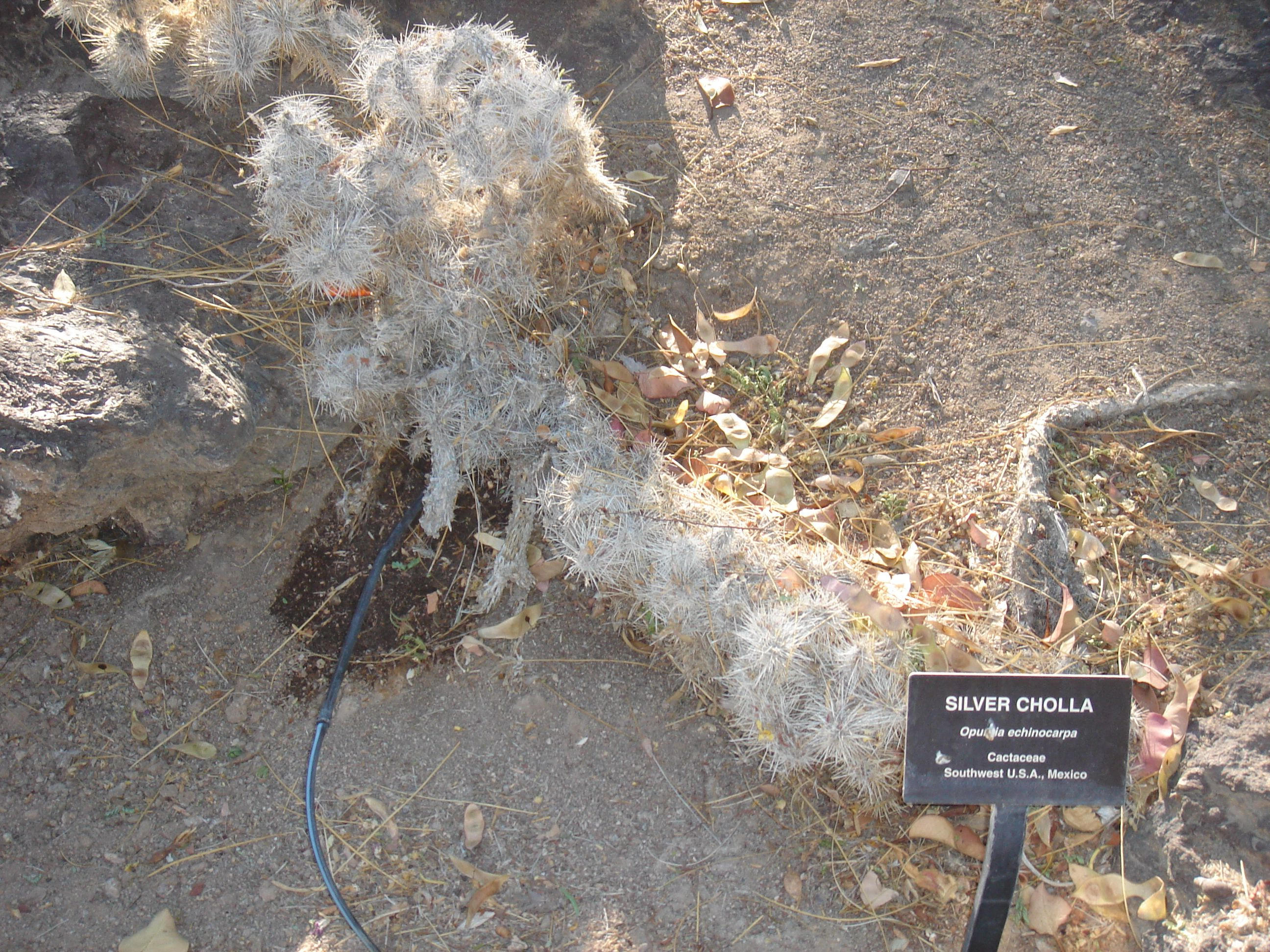
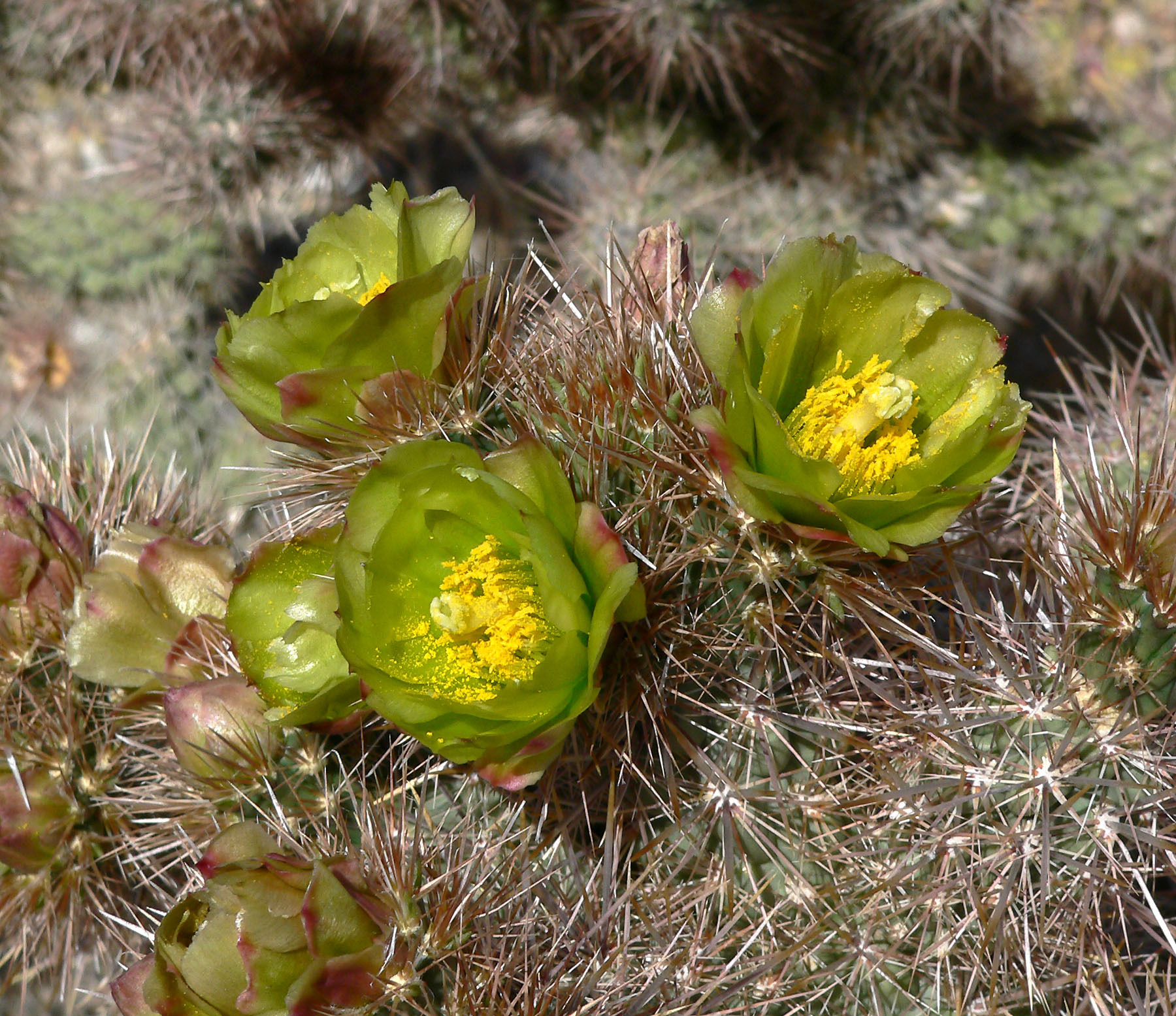
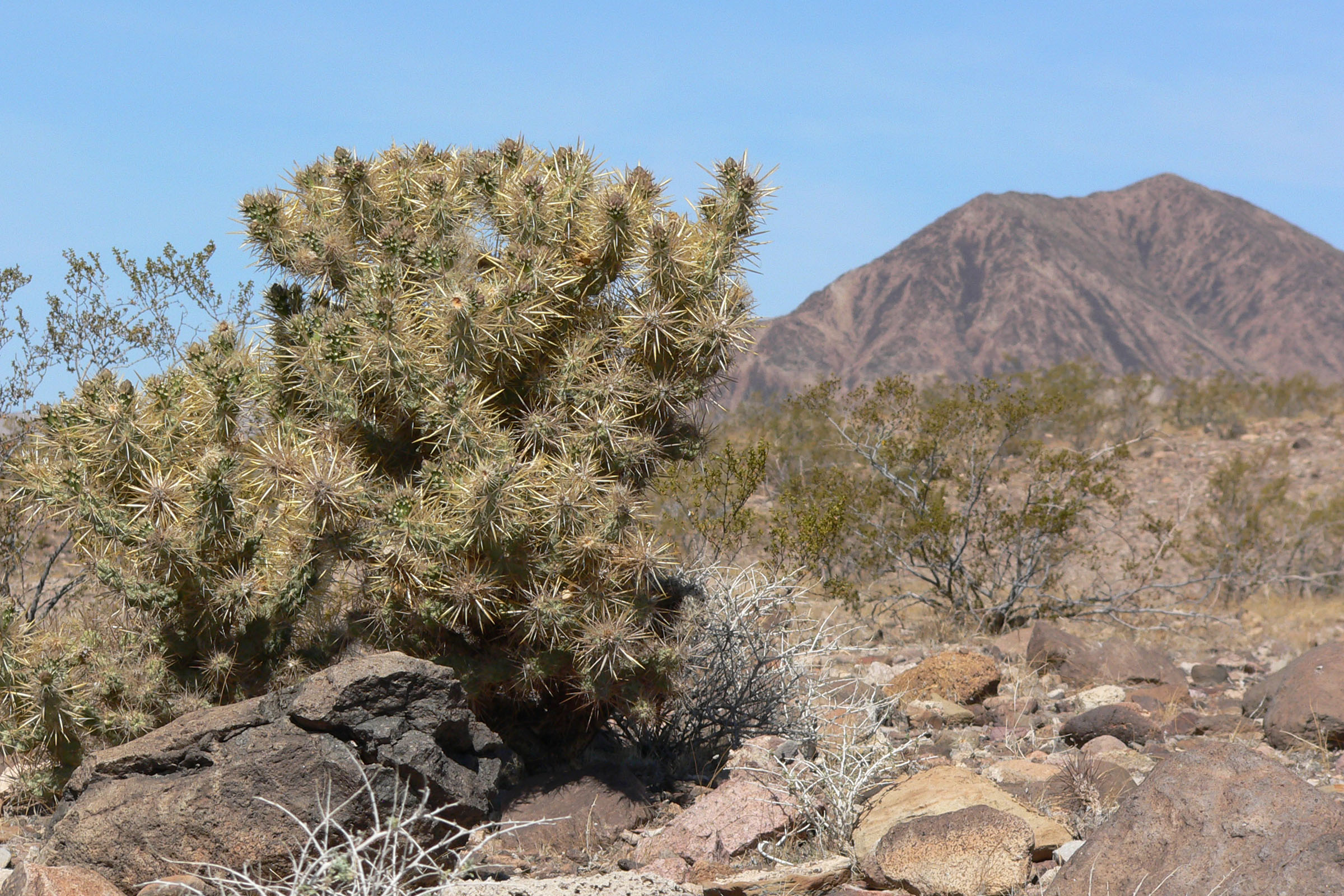
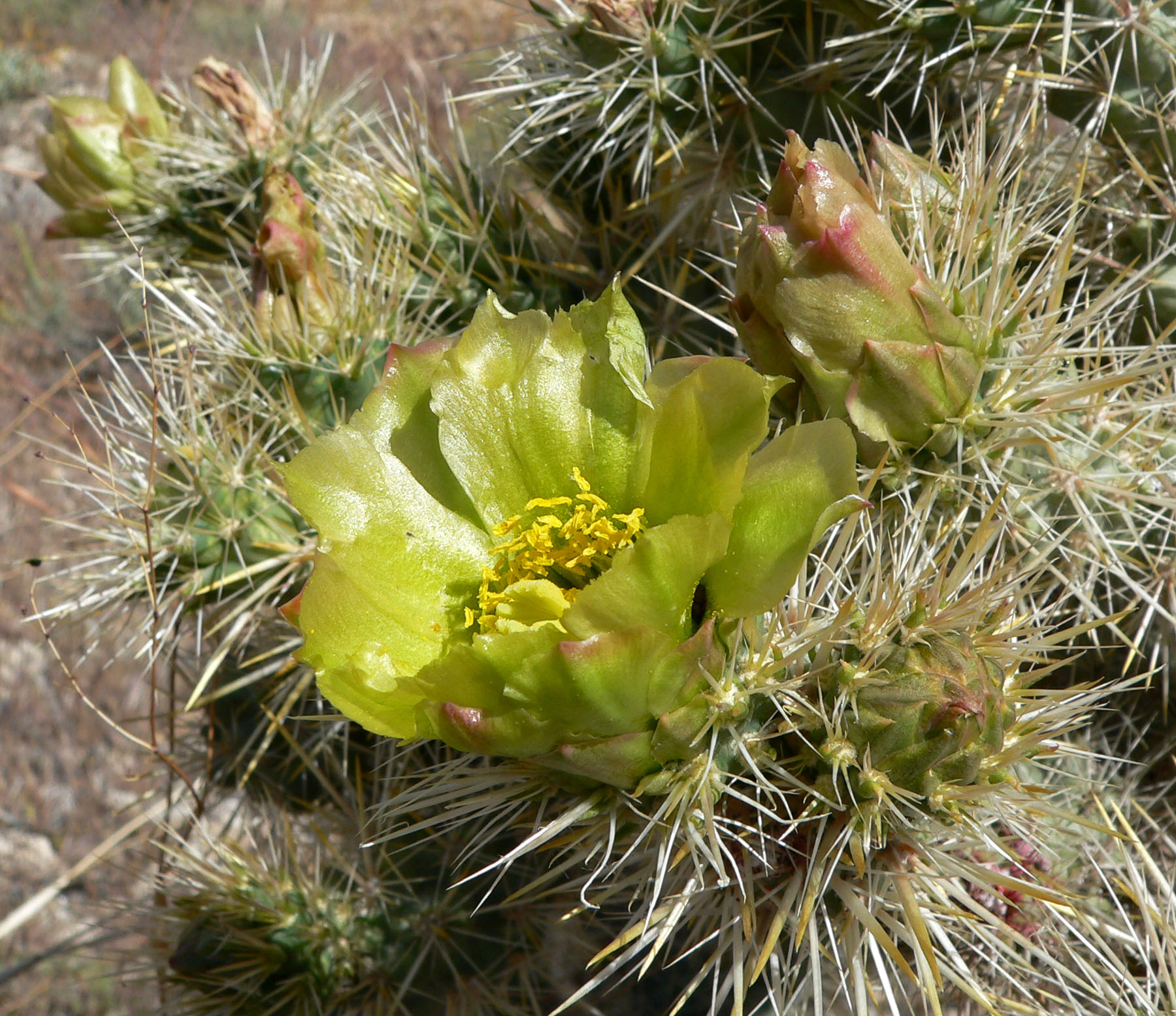
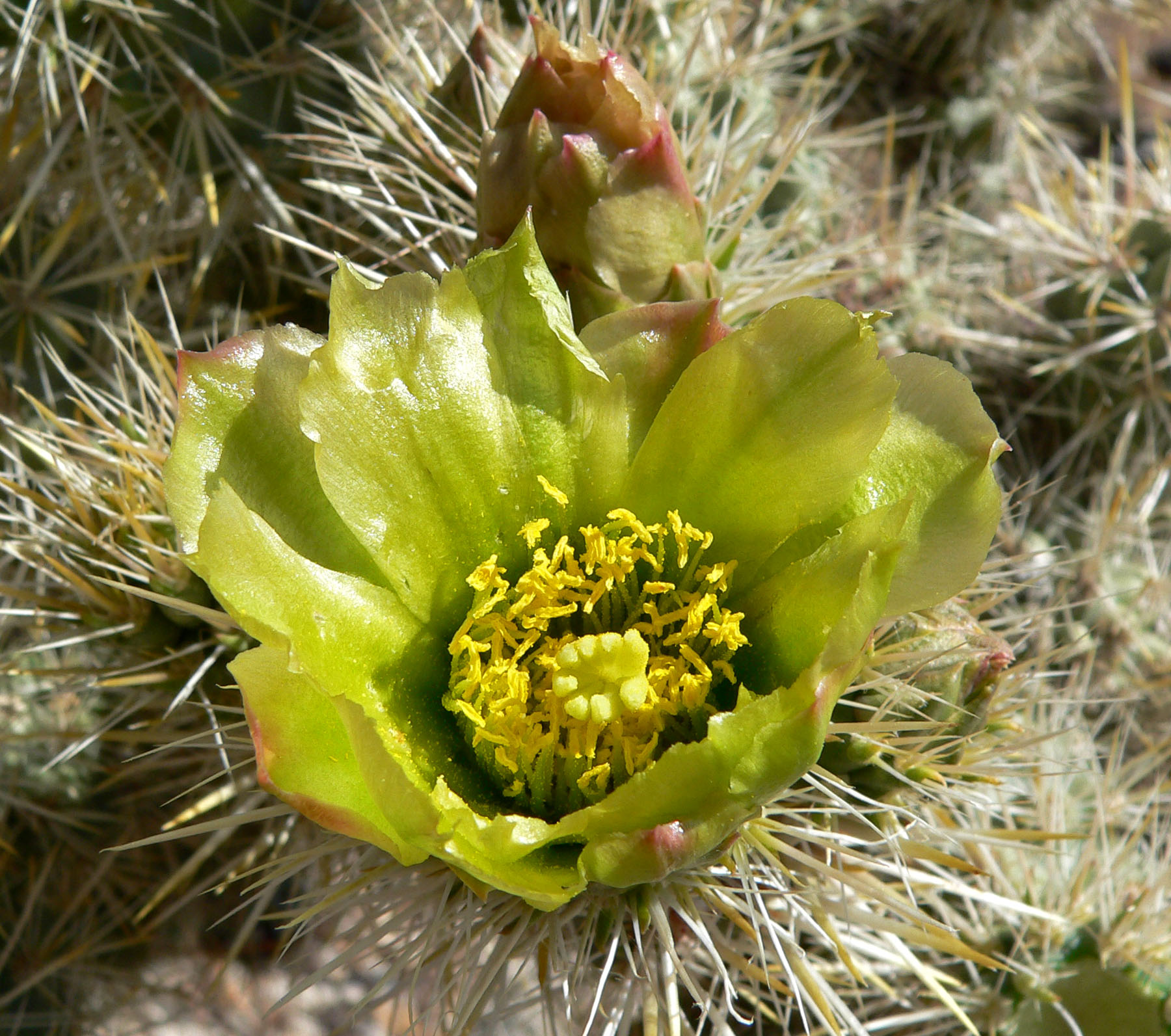
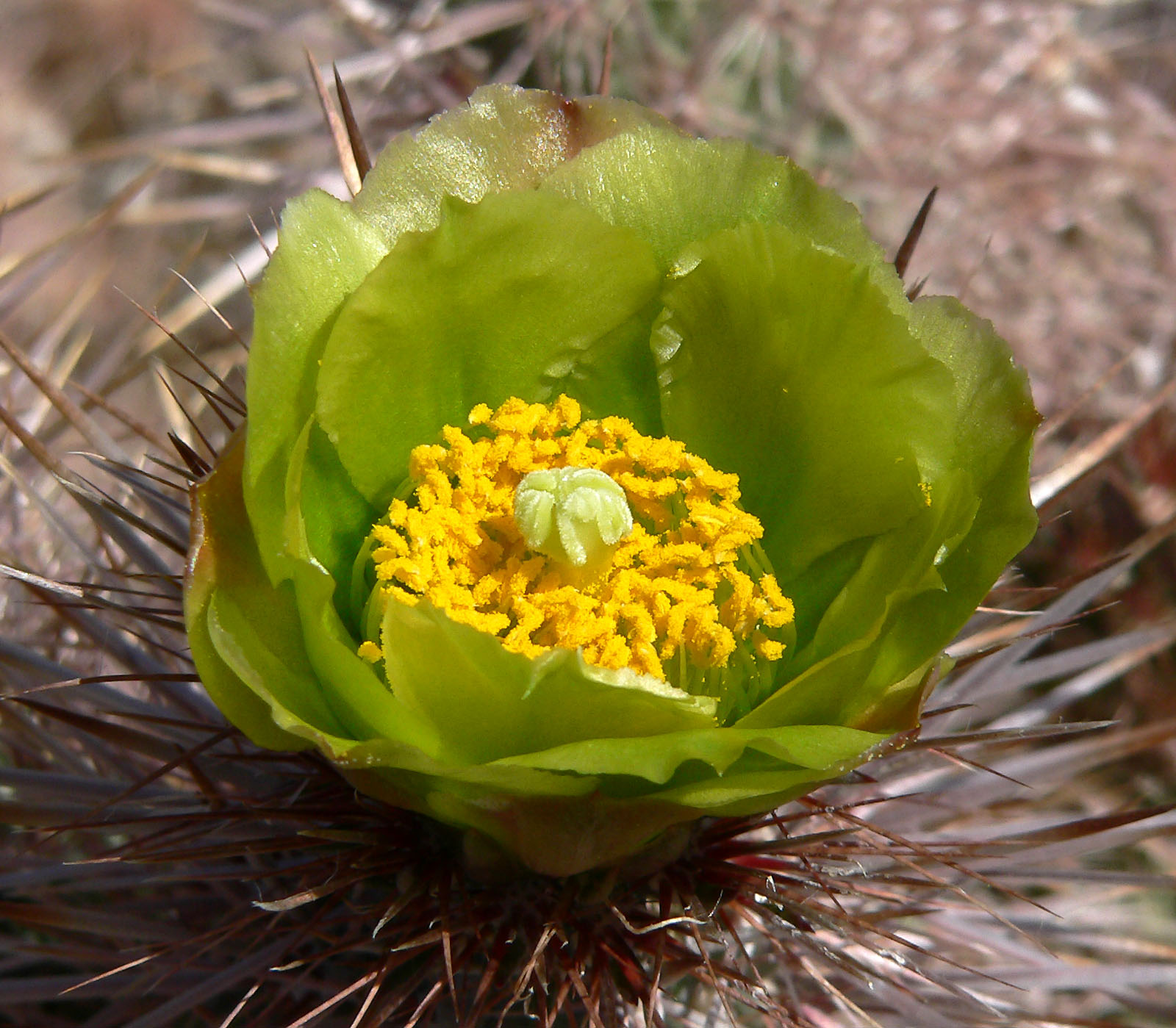